# Триходермин
Триходермин — биологический фунгицид для защиты растений от фитопатогенов, вызывающих заболевания альтернариозом, антракнозом, аскохитозом, белой гнилью, вертициллезом, питиозом, ризоктониозом, серой гнилью, фитофторозом, фомозом и т. д.
Механизм действия триходермина основан на подавлении развития фитопатогенов грибом Trichoderma viride Pers. [syn. Trichoderma lignorum (Tode) Harz] из порядка гипокрейных. Это подавление осуществляется прямым паразитированием, конкуренцией за субстрат, а также выделением биологически активных веществ, угнетающих развитие возбудителей заболеваний и тормозящих их репродуктивную способность.
Срок годности вещества (энтальпия сублимации) — 3 месяца. Вещество нужно хранить при температуре от 0 °С до +10 °С в темном, защищенном от прямых солнечных лучей месте.